# Vlastenecké sdružení čínských katolíků

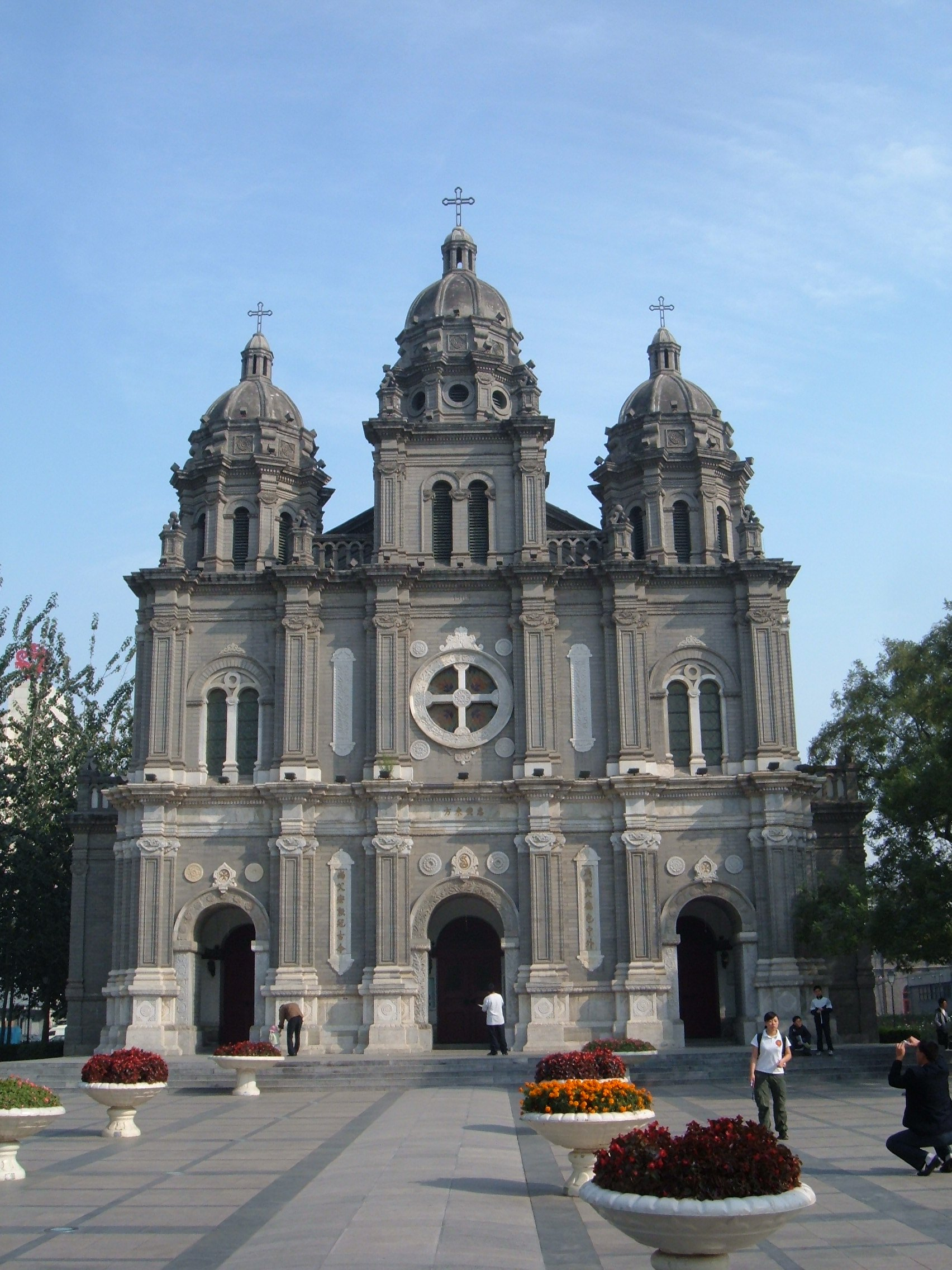
Kostel svatého Josefa v Pekingu, jeden z římskokatolických kostelů ve správě Vlasteneckého sdružení čínských katolíků

Vlastenecké sdružení čínských katolíků (čínsky v českém přepisu Čung-kuo Tchien-ču-ťiao Aj-kuo Chuej, pchin-jinem Zhōngguó Tiānzhǔjiào Àiguó Huì, znaky zjednodušené 中国天主教爱国会, tradiční 中國天主教愛國會) je organizace v Čínské lidové republice založená v roce 1957 Státním úřadem pro náboženské záležitosti za účelem vládní kontroly římskokatolické církve na svém území. Svatý stolec se k činnosti sdružení staví odmítavě a nesouhlasí s jeho vměšováním do záležitostí, které považuje za svou výhradní kompetenci, čínská vláda naopak odmítá řízení církve ze zahraničí. Papež Pius XII. ve své encyklice Ad Apostolorum Principis z 29. července 1958 odsoudil spolupráci katolíků ze sdružení s režimem a zejména svévolné „demokratické“ volby a následná svěcení nových biskupů, které mají pro svoji schizmatickou povahu za důsledek exkomunikaci světících i svěcených – přímému označení situace za schizma se ovšem Pius XII. i jeho nástupci vyhýbali.
Papež Benedikt XVI. se v dopise čínským katolíkům v roce 2007 zmiňuje, že žádoucím řešením situace je žádost biskupů vysvěcených bez papežského mandátu o dodatečné schválení a nalezení jednoty v rámci římskokatolické církve.
Sdružení neuznává jako autoritativní žádná rozhodnutí Vatikánu učiněná po roce 1949, tedy například ani Druhý vatikánský koncil nebo katechismus katolické církve z roku 1992. I z praktických důvodů, například protože novější dokumenty nebyly dostupné, se tak například v Čínské lidové republice udržela déle jako jediná tridentská mše, zatímco mše Pavla VI. se začala používat až v osmdesátých letech dvacátého století, kdy došlo po konci Kulturní revoluce k určitému tání, a oficiálně byla povolena až v devadesátých letech.